# Schabraque

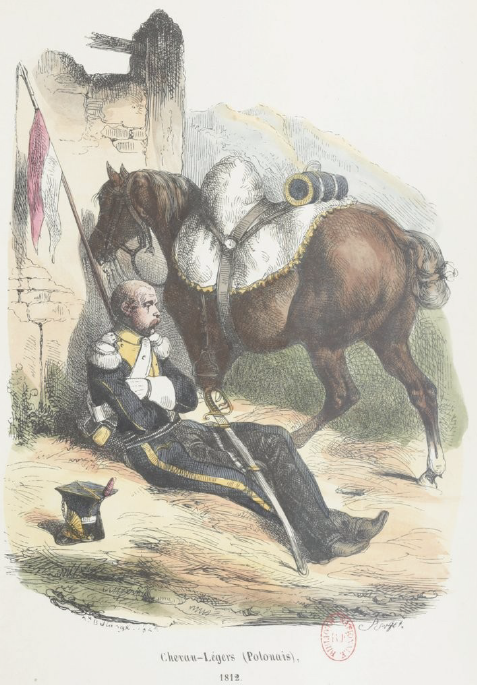
Chevau-léger polonais et son cheval avec une selle recouverte d'une schabraque en peau de mouton (1812).

Une schabraque ou plus rarement chabraque (allemand : Schabracque du turc : çaprak) est une sorte de couverture qui protégeait la selle, les fontes et le manteau des chevaux dans les unités de cavalerie. Elle fut en usage principalement en Europe et en Afrique du Nord aux XVIIIe siècle XIXe siècle.

## Histoire
Le terme déjà en usage en France au XVIIIe siècle et popularisé durant les guerres napoléoniennes du XIXe siècle est issu de l'allemand Schabracque. Ce mot est lui-même dérivé du turque çaprak qui signifie "couvrir" et aurait été assimilé durant les conquêtes ottomanes dans le Saint-Empire au XVIe siècle.
À l'origine utilisée par les cavaliers hongrois au service de l'Autriche, la schabraque était un accessoire de la cavalerie hussarde qui sera repris et imité par les différentes armées européennes aux XVIIIe siècle et XIXe siècle. Les selles de type hongrois, contrairement aux selles actuelles n'avaient pas de rembourrage. Elles avaient pour défaut premier de ne pas assurer un maintien stable et suffisant au cavalier et nécessitaient donc plusieurs épaisseurs de couverture pour éviter le mal de dos. La schabraque remplace ces couvertures non-réglementaires et peu pratiques. Elle sert également à cacher l'aspect disgracieux de l'arçon des selles et à couvrir les effets personnels des cavaliers qui avaient pour habitude de les placer sous leurs fesses. La schabraque est généralement retirée lors des charges. 
À cause des améliorations successives apportées aux selles, aux campagnes militaires de moins en moins longues et malgré son attrait visuel important, la schabraque est progressivement abandonnée par les troupes de cavalerie à la fin du XIXe siècle (en 1886 pour la France). 

## Description
La schabraque est une juxtaposition de plusieurs pièces en peaux de bête, en tissu et en cuir qui forment une couverture placée sur le dessus de la selle et du manteau des cavalier. Elle se divise en 2 parties principales : le devant cintré au corps du cheval qui recouvre les fontes et le manteau et le derrière qui forme la housse (parfois appelée aussi housse croupelin et qui devient avec le temps un objet de parade). Seul le siège central, la calotte, est parfois composé d'une peau de mouton. Plusieurs passants ou œillets latéraux permettent le passage à de nombreuses courroies de charge, de dragonne ou de paquetage. Une entre-jambes et une genouillère en cuir évitent une usure trop rapide due aux frottements du sabre et des genoux. Un surfaix en cuir maintient la schabraque sur la selle. Le devant est percé d'une portière recouverte d'une pattelette qui autorise un accès aisé aux pistolets, fusils, mousquetons. Une demi-schabraque mois large peut aussi se rencontrer, notamment chez les cuirassiers du Premier Empire.
Les coins de la schabraque sont généralement arrondis sur l'avant et en forme de pointe à l'arrière, particulièrement pour la cavalerie légère. Au XIXe siècle, comme leur utilisation devient de plus en plus large, les matériaux utilisés pour leu confection évoluent. En plus de la peau de mouton initiale, le drap, le feutre, la peau d'agneau, de léopard ou de tigre ou encore le filaly (cuir très souple uniquement en usage en Afrique) sont au fur et à mesure utilisés.

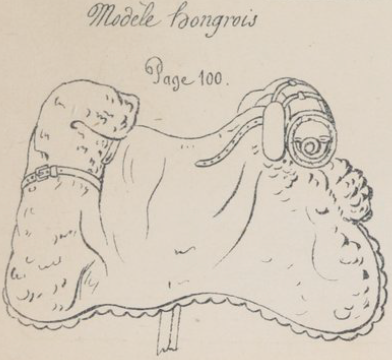
Selle modèle hongrois
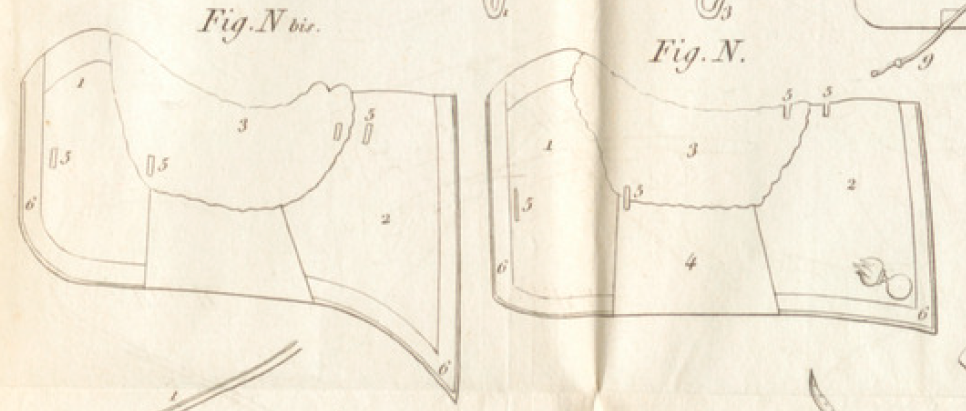
Composition de schabraques de la cavalerie française (1 : devant ; 2 : derrière ; 3 : siège ; 4 : entre-jambe ; 5 : passans et 6 : galon)
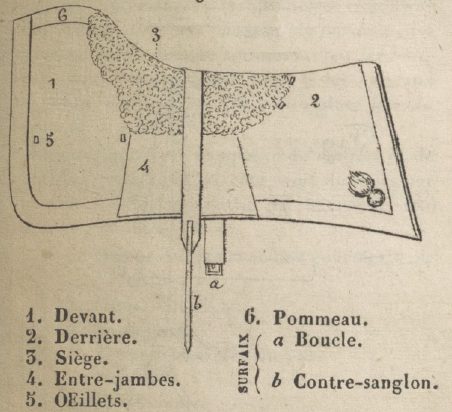
Composition de schabraques de la cavalerie française (1 : devant ; 2 : derrière ; 3 : siège ; 4 : entre-jambes ; 5 : œillets et 6 : pommeau + surfaix)
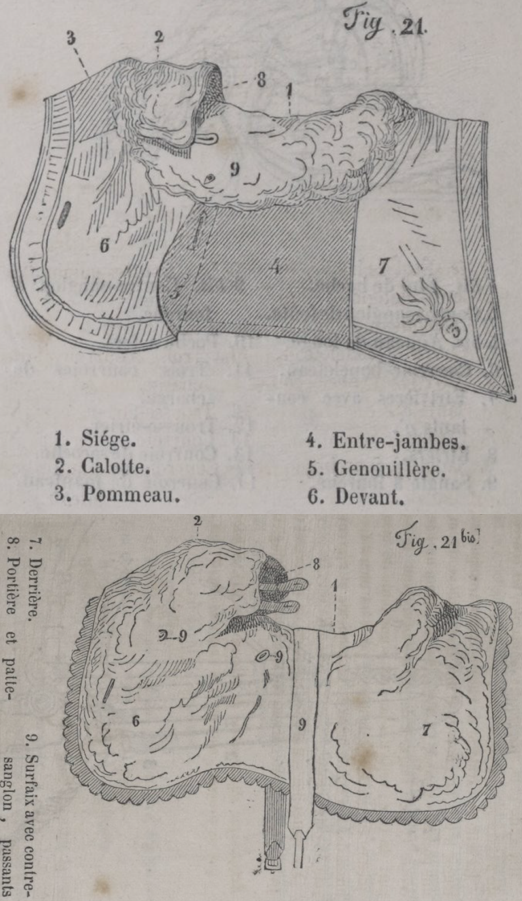
Composition de schabraques de la cavalerie française (1 : siège ; 2 : calotte ; 3 : pommeau ; 4 : entre-jambes ; 5 : genouillères ; 6 : devant ; 7 : derrière ; 8 : portière et pattelette ; 9 : surfaix avec contre-sanglon, passants fixes et boucle)
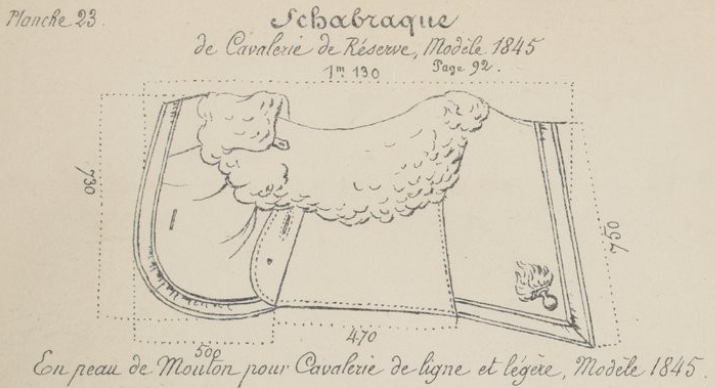
Schabraque en peau de mouton pour cavalerie de ligne et légère, modèle 1845
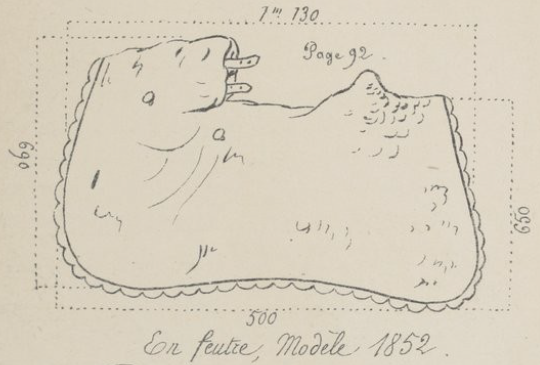
Schabraque en feutre pour cavalerie légère, modèle 1852

## Inconvénients
Plusieurs défauts sont inhérents à la schabraque :
- Permet au cavalier de transporter sous lui des effets non-réglementaires
- Rend difficile le réglage des étrivières et augmente le risque de perte des étriers
- Retient la pluie et échauffe le cavalier par temps chaud
- Rajoute une charge conséquente (entre 3 et 4 kg pour les peaux de moutons non mouillées) au cheval
- Se salit en s'imprégnant de sueur et de crasse (surtout celles en peau de mouton)
- S'use rapidement et nécessite donc des soins réguliers et coûteux (durée de vie estimée à 8 ans maximum)[13]

## Usage dans la cavalerie française
Après les guerres napoléoniennes et sa symbolique impériale (aigle, couronne, lettre N), les différentes unités françaises de cavalerie portent un attribut spécifique placé sur la partie postérieure de leur schabraque. Le numéro du régiment est enclavé dans ces attributs.
- Carabiniers, cuirassiers et dragons : une grenade enflammée
- Chasseurs : un cor de chasse
- Hussards : la lettre H ou une étoile
- Lanciers : des lances croisées

Les différents régiments se différencient encore entre-eux par la couleur du bord de la schabraque. Ainsi en 1786, pour les régiments d'hussards français :
- 1er régiment de hussards Bercheny : bleu céleste
- 2e régiment de hussards Chamborant : brun
- 3e régiment de hussards Esterhazy : rouge
- 4e régiment de hussards Conflan : vert
- 5e régiment de hussards Colonel-Général : écarlate
- 6e régiment de hussards Lauzun: bleu céleste